# Liste der denkmalgeschützten Objekte in Schildorn
Die Liste der denkmalgeschützten Objekte in Schildorn enthält die denkmalgeschützten, unbeweglichen Objekte der Gemeinde Schildorn in Oberösterreich (Bezirk Ried im Innkreis).

## Denkmäler
| Foto |                 | Denkmal                                                                    | Standort                              | Beschreibung | Metadaten |
| ---- | --------------- | -------------------------------------------------------------------------- | ------------------------------------- | --- | --- |
| ja   | Datei hochladen | Kath. Pfarrkirche hl. Martin und Friedhof HERIS-ID: 52536 Objekt-ID: 59602 | Kirchenplatz 2 Standort KG: Schildorn | Ein gotisches Bauwerk, das 1812 flach gedeckt wurde. Der Hochaltar ist ein Werk um 1660 mit einem Altarbild von Franz Paul Lofferer aus dem Jahr 1793. | BDA-Hist.: Q21552626 Status: § 2a Stand der BDA-Liste: 2025-06-30 Name: Kath. Pfarrkirche hl. Martin und Friedhof GstNr.: 435 Katholische Pfarrkirche, Schildorn |

## Ehemalige Denkmäler
| Foto |                 | Denkmal                                           | Standort                              | Beschreibung | Metadaten                                                                                    |
| ---- | --------------- | ------------------------------------------------- | ------------------------------------- | ------------ | -------------------------------------------------------------------------------------------- |
| ja   | Datei hochladen | Pfarrhof HERIS-ID: 65334 Objekt-ID: 78158bis 2021 | Hauptstraße 15 Standort KG: Schildorn |              | BDA-Hist.: Q38110041 Status: § 2a Stand der BDA-Liste: 2021-07-01 Name: Pfarrhof GstNr.: 321 |